# Sphecomyrma
Sphecomyrma és un gènere extint de formigues que vivien al supercontinent de Lauràsia durant el Cretaci. És una de les primeres espècies conegudes de formiga.
L'any 1966 un espècimen de Sphecomyrma freyi va ser trobat dins l'ambre als penya-segats de Cliffwood, Nova Jersey per part de Mr. Edmund Frey i la seva esposa. Edward Wilson, Frank Carpenter i William L. Brown, Jr. Li van donar el nom de Sphecomyrma freyi. El descrigué com un mosaic de característiques de les modernes vespes Aculeata. No tenia ales i posseïa un pecíol amb la forma d'una formiga. Les antenes estaven a mig camí entre les de les vespes i les de les formigues

## Taxonomia
- Sphecomyrma canadensis Wilson, 1985
- Sphecomyrma freyi Wilson & Brown, 1967
- Sphecomyrma mesaki Engel & Grimaldi, 2005